# Pierre Lang
Pour les articles homonymes, voir Pierre Lang (homonymie) et Lang.
Pierre Lang est un homme politique français, pharmacien-biologiste, né le 13 juin 1947 à Creutzwald (Moselle).

## Biographie
Il est réélu député le 10 juin 2007, pour la XIIIe législature (2007-2012), dans la 6e circonscription de la Moselle. Membre du groupe UMP au début de la législature, il s'apparente au groupe Nouveau Centre en décembre 2007, tout en restant membre de l'UMP. Il a annoncé le 23 septembre 2008 son retour au sein du groupe UMP.
En décembre 2010, il porte plainte devant le conseil de l'Ordre des médecins de Lorraine contre le docteur Bernard Daclin, stomatologue, qu'il accuse d'avoir rompu son serment d'Hippocrate en séduisant son épouse. Il est débouté le 17 janvier 2011,.
Lors des élections législatives de 2012, il est éliminé dès le premier tour, face au candidat PS Laurent Kalinowski et à celui du FN Florian Philippot.

## Mandats révolus
- 06/03/1983 - 12/03/1989 : Membre du Conseil municipal de Freyming-Merlebach
- 12/03/1989 - 18/06/1995 : Membre du Conseil municipal de Freyming-Merlebach
- 02/04/1993 - 21/04/1997 : Député
- 19/06/1995 - 18/03/2001 : Maire de Freyming-Merlebach (Moselle)
- 01/11/2001 - 30/06/2002 : Membre du Conseil régional de Lorraine
- 19/06/2002 - 19/06/2007 : Député
- 19/06/2007 - 19/06/2012 : Député

## Mandats en cours
- Maire de Freyming-Merlebach, Moselle
- Président de la Communauté de communes de Freyming-Merlebach